# Телятин (гміна)
Гміна Телятин (пол. Gmina Telatyn) — сільська гміна у східній Польщі. Належить до Томашівського повіту Люблінського воєводства.
Станом на 31 грудня 2011 року у гміні проживало 4337 осіб.

## Площа
Згідно з даними за 2007 рік площа гміни становила 109.66 км², у тому числі:
- орні землі: 88.00 %
- ліси: 6.00 %

Таким чином, площа гміни становить 7.37 % площі повіту.

## Населення
Станом на 31 грудня 2011:
| Опис     | Загалом | Загалом | Чоловіки | Чоловіки | Жінки | Жінки |
| -------- | ------- | ------- | -------- | -------- | ----- | ----- |
| одиниця  | осіб    | %       | осіб     | %        | осіб  | %     |
| все      | 4337    | 100     | 2192     | 50.54    | 2145  | 49.46 |
| міське   | 0       | 100     | 0        |          | 0     |       |
| сільське | 4337    | 100     | 2192     | 50.54    | 2145  | 49.46 |

## Населені пункти
Гміна складається з 54 населених пункти, з них 17 сіл становлять повноцінну адміністративну одиницю — солтиство:
- Дутрув — (Dutrów);
- Франусін — (Franusin);
- Кришин — (Kryszyn);
- Лаховце — (Łachowce);
- Ликошин — (Łykoszyn);
- Марусин — (Marysin);
- Новосілки — (Nowosiółki);
- Посадів — (Posadów);
- Потуржин — (Poturzyn);
- Радків — (Radków);
- Радків-Колонія — (Radków-Kolonia);
- Сушів — (Suszów);
- Телятин — (Telatyn);
- Телятин-Колонія — (Telatyn-Kolonia);
- Телятин-Колонія Друга — (Telatyn-Kolonia Druga);
- Василів — (Wasylów);
- Жуліце — (Żulice).

Інші поселення (без статусу солтиства):
- Новосілки-Осада — (Nowosiółki-Osada);
- Сушів-Осада — (Suszów-Osada);
- Рудка — (Rudka);
- Базарек — (Bazarek);
- Цегельня — (Cegielnia);
- Хмельна — (Chmielna);
- Домброва — (Dąbrowa);
- Глибока Лака — (Głęboka Łąka);
- Кришин-Колонія — (Kolonia Kryszyn);
- Новосілки-Колонія — (Kolonia Nowosiółki);
- Посадів-Колонія — (Kolonia Posadów);
- Потуржин-Колонія — (Kolonia Poturzyn);
- Сушів-Колонія — (Kolonia Suszów);
- Василів-Колонія — (Kolonia Wasylów);
- Криничка — (Kryniczka);
- Майдан — (Majdan);
- Новий Дутрув — (Nowy Dutrów);
- Підліски — (Podliski);
- Пустки — (Pustki);
- Сахалін — (Sachalin);
- Сємєхи — (Siemiechy);
- Старий Марусин — (Stary Marysin);
- Забуда — (Zabuda);
- Застав — (Zastaw).

## Сусідні гміни
Гміна Телятин межує з такими гмінами: Долгобичів, Лащув, Мірче, Ульгувек.